# یوهان پترسون (ورزشکار)

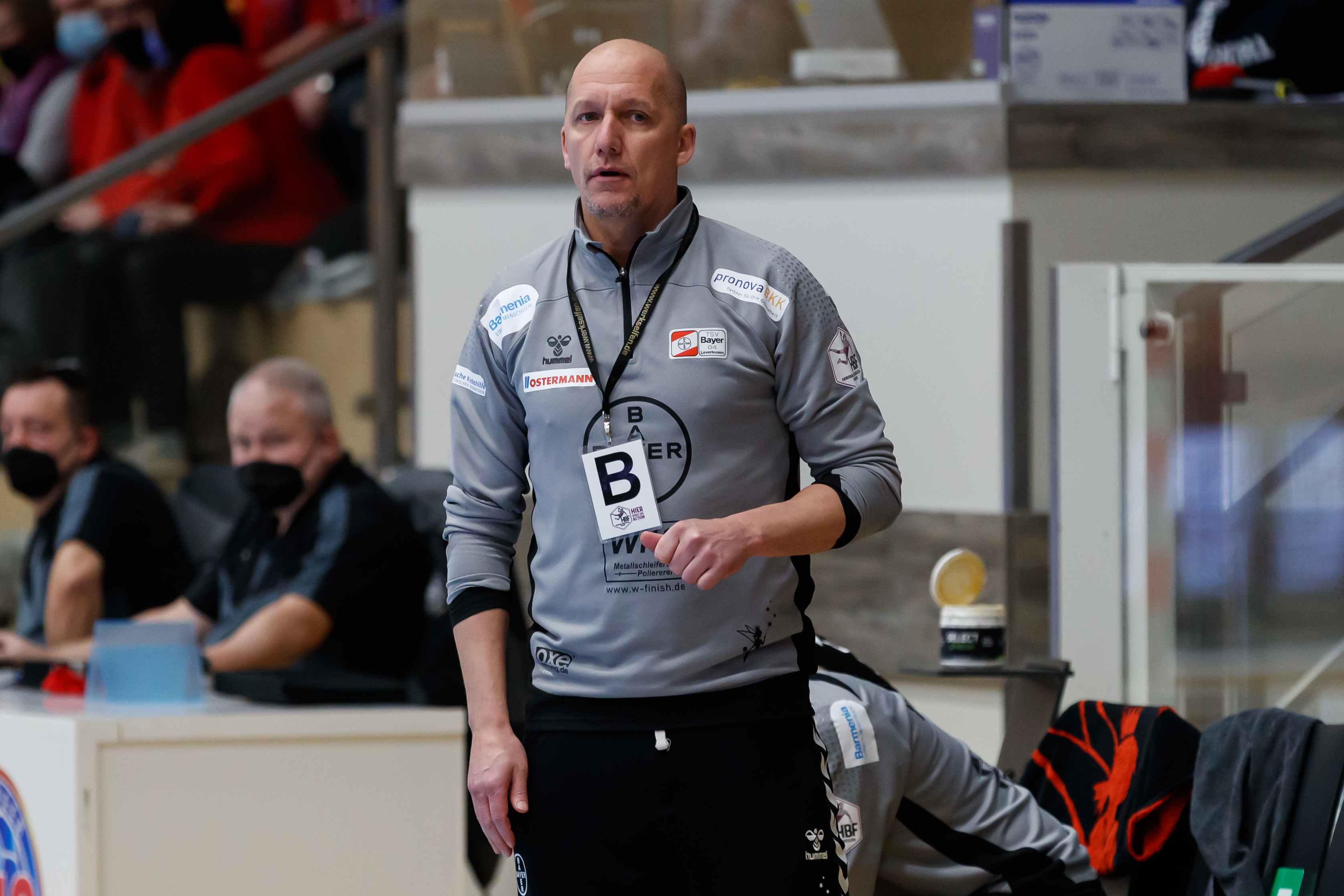
یوهان پترسون در سال ۲۰۲۲

یوهان پترسون (انگلیسی: Johan Petersson؛ زادهٔ ۲۹ مارس ۱۹۷۳) بازیکن هندبال اهل سوئد است.